# Колонна, Фабрицио I
Фабри́цио I Коло́нна (итал. Fabrizio I Colonna; 1460, Рим, Папская область — 15 марта 1520, Аверса, Неаполитанское королевство) — 1-й герцог Палиано из династии Колонна́ ди Палиано, кондотьер, Великий Коннетабль Неаполитанского королевства.

## Семья
Фабрицио родился после 1452-го года, был сыном Одоардо Колонна и Филиппы Конти. Был женат (1488) на Агнес да Монтефельтро (1470 — ок. 1523), дочери Федериго да Монтефельтро, отец двух детей: Асканио Колонна (1500—1557), носившего впоследствии титулы герцог ди Палиано, маркиз ди Маноппелло, граф ди Тальякоццо, великий коннетабль Неаполитанского королевства (1520), вице-король Абруццо, испанского генерала (женат на Хуане Арагонской, внучке короля Фердинанда Неаполитанского), и знаменитой поэтессы Виттории Колонна, музы Микеланджело. Несколько других детей умерли в детстве: Федерико (1497—1516), Фердинандо (ум. 1516), Камилло, Марчелло. Его внук Маркантонио Колонна, сын Асканио, также был успешным военачальником.
Носил титул графа Тальякоццо (1497) и великого коннетабля Неаполитанского королевства (1512), а также — герцог Палиано, маркиз Атесса, барон Карсоли, Валь ди Ровето и Корваро (15 июля 1519), маркиз Манопелло (1519), синьор Дженаццано, Марино, Антиколи, Арнара, Кастра, Коллепардо, Фальватерра, Джулиано, Моруло, Супино, Вико, Валлекорса, Рокка ди Каве, Рокка ди Папа, Пофи, Пилио и ряда других феодов.

## Биография
В 1501 году, когда французские войска Людовика XII вторглись в Неаполитанское королевство с севера, испанцы Фердинанда Католика оккупировали юг, положив начало войне 1501—04 годов. Фабрицио и его родственник Просперо Колонна поддержали неаполитанского короля Федериго I Арагонского. Фабрицио возглавлял силы, которые защищали Капую, и был разбит Беро Стюартом д’Обиньи и взят в плен, позже выкуплен королём неаполитанским за 2 тыс. дукатов.
После падения Федерико I вместе с Просперо поступил на службу Испании, участвуя в войне против французов под командованием Гонсало Фернандеса де Кордоба; в этом новом военном конфликте он участвовал в битвах при Руво и Чериньоле, сражаясь с силами Ива д’Аллегре, и в Абруццо вместе с Диего Гарсия де Паредес; принял участие и в решающем сражении при Гарильяно. После отъезда Фернандеса де Кордобы, был назначен Фердинандом Католиком главнокомандующим испанскими силами в Италии.
Будучи генералом, воевал вместе с Просперо Колонна в Войне Камбрейской лиги на стороне папы римского против Людовика XII. В битве при Равенне (1512) году был разбит Гастоном де Фуа и взят в плен Альфонсо I д’Эсте, жил у него в Ферраре, а затем ходатайствовал за него перед папой, а когда Альфонсо приехал в Рим, безуспешно пытаясь помириться, семья Колонна помогла Альфонсо скрыться.

## В культуре
Он выведен основным рассказчиком в трактате Макиавелли об искусстве войны (Dell’arte della guerra), высказывая свои суждения о стратегии и тактике.